# Laurenz Peltzer
Laurenz Peltzer (auch Laurenz Pellio genannt; * 1602 in Trier; † 11. Februar 1662) war ein römisch-katholischer Priester und kurzzeitig Generalvikar im Erzbistum Köln.
Peltzer erhielt 1637 einen Abschluss als Lic. theol. und wurde 1652 zum Doktor der Theologie promoviert. Er war Domkanoniker und besaß ein weiteres Kanonikat an St. Aposteln. Seit 1641 gehörte er zum Kölner Kirchenrat.
1661 ernannte ihn Erzbischof Max Heinrich zum Generalvikar. Peltzer starb am 11. Februar 1662.